# 스즈키 아야키
스즈키 아야키(일본어: 鈴木 彩貴, 1987년 4월 13일 ~ )는 일본의 전 축구 선수이다.

## 구단 경력
그는 2014년부터 2019년까지 J리그의 기라반츠 기타큐슈, 요코하마 F. 마리노스, V-파렌 나가사키에서 활동하였다.